# Phallus ravenelii
A Phallus ravenelii é uma espécie de fungo da família Phallaceae, também conhecidos como stinkhorn. Ela é encontrada no leste da América do Norte. Seus basidiomas geralmente crescem em grandes grupos e são conhecidos por seu odor desagradável e formato fálico quando maduros. É uma espécie saprófita e, como tal, é encontrada em uma ampla variedade de habitats ricos em detritos de madeira, desde florestas até jardins com cobertura vegetal morta ou pilhas de serragem em áreas urbanas. O basidioma emerge de um ovo rosa ou violeta para formar um estipe branco alto, cilíndrico, oco e esponjoso, com um píleo em forma de sino. Os restos do ovo persistem como uma volva branca a rosa ou lilás na base do estipe. O píleo é coberto por um limo de esporos (gleba) verde-oliva de odor fétido que atrai insetos que ajudam a espalhar os esporos. As vezes, o píleo tem um véu anexado - uma membrana fina que fica pendurada por baixo. O fungo recebeu esse nome em homenagem a Henry William Ravenel, um botânico que o descobriu pela primeira vez em 1846, embora não tenha sido descrito até 1873. Ele é considerado um cogumelo comestível em sua forma de ovo.

## Taxonomia
“Volva ovóide, mas levemente dividida acima; estipe independente do píleo, com 3,8 cm de altura; píleo com 3,8 cm de altura, truncado no ápice, uniforme.”

Descrição original de Berkeley
A espécie foi descrita oficialmente pela primeira vez na literatura científica pelo micologista inglês Miles Berkeley em uma publicação de 1873. Berkeley obteve os espécimes de Moses Ashley Curtis, que, por sua vez, foram enviados a ele por Ravenel a partir de coletas que fez no rio Santee, na Carolina do Sul, em 1846. Embora o espécime tenha sido enviado com as extensas anotações de Ravenel, a descrição de Berkeley foi breve e ele não mencionou o véu. Mais tarde, o americano Curtis Gates Lloyd menosprezou a qualidade da descrição de Berkeley e observou que “ele estava tão ocupado que não teve tempo de considerar os detalhes, e sua ‘descrição’ não diz nada sobre os principais caracteres da espécie". Charles Horton Peck, ao encontrar o fungo na América do Norte, não conseguiu identificá-lo usando a descrição de Berkeley e teve que entrar em contato com Ravenel para obter suas anotações de campo originais antes de confirmar sua identidade. Posteriormente, Peck escreveu uma descrição completa da espécie. Em 1898, Edward Angus Burt colocou o táxon no gênero Dictyophora, com base na presença do véu. Otto Kuntze transferiu o táxon para o gênero Aedycia (agora equivalente a Mutinus), resultando no sinônimo Aedycia ravenelii.
O epíteto específico ravenelii é em homenagem a Henry William Ravenel que o coletou pela primeira vez em 1846. O cogumelo é comumente conhecido como stinkhorn do leste (eastern stinkhorn) ou stinkhorn de Ravenel (Ravenel's stinkhorn).

## Descrição
O basidioma começa a se desenvolver na forma de “ovo” de coloração rosa, lilás ou roxa. O ovo se expande rapidamente para formar uma estrutura em forma de falo com um estipe branco-amarelado e um píleo em forma de sino ou dedal. O píleo varia de 1,5 a 4 cm de largura e de 3 a 4,5 cm de altura; o basidioma inteiro pode atingir altura de 20 cm. O píleo, com textura finamente granular, fica preso a um círculo branco aberto na parte superior onde se encontra com o estipe. Em alguns espécimes, essa abertura é relativamente grande, com uma margem ampla, e dá ao cogumelo uma aparência truncada. Microscopicamente, a superfície do píleo é composta por células e cavidades minúsculas, com uma estrutura esponjosa semelhante à do estipe, mas com perfurações menores do que as do estipe. A margem inferior do píleo não é presa ao estipe e, às vezes, há um véu membranoso suspenso como um colar ao redor do estipe sob o píleo; o véu pode ter comprimentos variados. Esse véu pode ser visto em ovos dissecados, onde está presente como um tecido membranoso fino e distinto entre o estipe e o píleo antes da expansão. Nessa forma, o véu é contínuo desde sua ligação com o “tecido primordial” na base do estipe e da volva até acima, no ponto em que o estipe se junta ao píleo. O véu produzido na P. ravenelli é distinto do indúsio em forma de rede, produzido por espécies de Phallus como a P. indusiatus. Uma gleba contendo os esporos cobre o píleo e tem cor verde-oliva a marrom-escuro, textura viscosa e odor fétido. Os esporos medem de 3 a 4,5 μm por 1 a 2 μm, são incolores, de formato elíptico e de textura lisa. Eles têm paredes finas e são cobertos por um revestimento fino, hialino (transparente) e pegajoso.

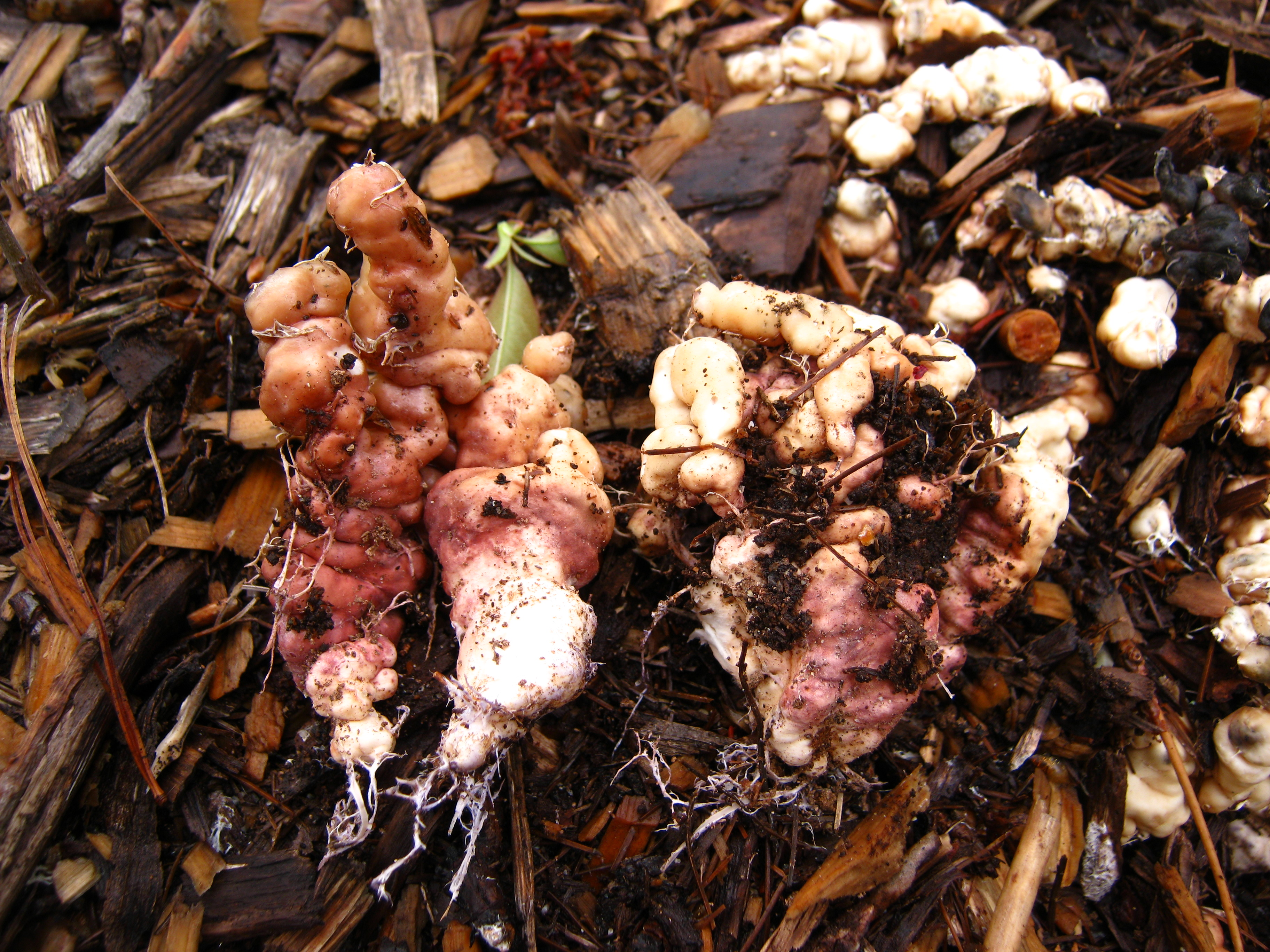
Esclerócios e rizomorfos

O estipe é oco e mede de 10 a 15 cm de altura e de 1,5 a 3 cm de espessura. Sua cor pode variar de levemente amarelada a branca. Na base do estipe geralmente há uma volva branca a rosa. Quando imaturo, o basidioma é encapsulado dentro da volva como um perídio que se rompe quando o cogumelo emerge. A volva se prende ao substrato com rizomorfos esbranquiçados ou rosados (cordões grossos de micélios). Os rizomorfos e micélios acabam ficando esbranquiçados quando expostos ao ar; os recém-expostos geralmente ficam rapidamente roxos azulados. O fungo produz esclerócios aquosos e carnudos que variam em espessura de 1 a 10 mm com comprimento de até 30 mm. Os esclerócios são irregularmente convolutos e lobados (margem dividida em setores arredondados), tornando-se duros quando secos. Os esclerócios têm uma reação de cor semelhante à observada nos rizomorfos e, após longa exposição ao ar, gradualmente se tornam marrom avermelhado escuro uniforme. A Phallus ravenelli é considerada comestível se estiver na forma de ovo e tem um sabor “suave”. O odor desagradável dos cogumelos maduros dissuadiria a maioria das pessoas de coletá-los para comer.

### Espécies semelhantes
A Phallus ravenelli é frequentemente confundida com a P. impudicus e a P. hadriani. A P. impudicus tem um píleo altamente reticulado (um padrão semelhante a uma rede de sulcos e cristas) sob a gleba. A P. hadriani também tem um píleo com sulcos e ocorre com menos frequência do que a P. ravenelii. A espécie amplamente difundida Itajahya galericulata tem um píleo aproximadamente esférico de várias camadas de tecido esponjoso sobrepostas com gleba intercalada. A Phallus rugulosus é alta, fina, laranja claro e afunila em direção ao píleo liso; o píleo é de cor oliva enegrecida, enquanto a volva é oval e branca; é encontrada no leste e no sul dos Estados Unidos e na China. A P. granulosodenticulatus é uma espécie brasileira rara com uma semelhança superficial com a P. ravenelii. Além de sua distribuição, ela se distingue da P. ravenelii por seus basidiomas menores, com até 9 cm de altura, uma margem de píleo denticulada e esporos um pouco maiores que medem 3,8 a 5 por 2 a 3 μm.

## Distribuição e habitat
A Phallus ravenelii é muito difundida no leste da América do Norte, em Quebec ao norte, ao sul até a Flórida e a oeste até Iowa e Ohio. A oeste do Mississippi, a Phallus impudicus torna-se mais dominante. No início dos anos 1900, Lloyd a chamou de a faloide mais comum nos Estados Unidos. O fungo também é encontrado na Costa Rica.
Como cogumelo saprófito, decompositor de material orgânico, o P. ravenelii pode ser encontrado em praticamente qualquer habitat que inclua madeira em decomposição. Na maioria das vezes eles são encontrados crescendo em grupos, embora ocasionalmente individualmente, em lascas de madeira, tocos de árvores podres ou serragem. São comuns em canteiros urbanos, parques e gramados, bem como em prados, áreas cultivadas e bosques. O odor fétido da gleba atrai insetos que caminham e se alimentam da superfície portadora de esporos e, posteriormente, disseminam os esporos pegajosos para outros locais.

## Links externos
- Imagens em Mushroom Observer
- Phallus ravenelii em Index Fungorum